# Rhodochlora rothschildi
Rhodochlora rothschildi là một loài bướm đêm trong họ Geometridae.